# Erythrophysa
Erythrophysa es un género con diez especies de plantas de flores perteneciente a la familia Sapindaceae. 

## Especies seleccionadas
- Erythrophysa alata
- Erythrophysa aesculina
- Erythrophysa belinii
- Erythrophysa humbertii
- Erythrophysa lapiazicola
- Erythrophysa paniculata
- Erythrophysa sakalava
- Erythrophysa septentrionalis
- Erythrophysa transvaalensis
- Erythrophysa undulata

## Sinónimo
- Erythrophysopsis [Verdc.]